# 토니 스톰
토니 스톰(Toni Storm, 1995년 10월 19일 ~ )은 본명은 토니 로설(Toni Rossall)이라고 부른다. 오스트레일리아의 여자 프로레슬링선수자 키는 167cm(5 ft 6 in)에다가 몸무게는 65kg(143 lb)에다가 2009년 프로레슬링 입문을 했다. 약 16세때 부터 시작을 했다. 주로 피니쉬는 에어 레이드 크러시(벨리 투 백 파일드라이버), 헤드락 커터, 토니 드라이버(싯아웃 더블 언더훅 파워밤), 스트롱 제로(점핑 파일드라이버), 토니 플라잉(다이빙 레그 드롭)으로 사용을 한다. 그리고 2024년 브레이크 어 레그(앵클 락)을 사용을 한다. 오스트레일리아 퀸즐랜드 골드코스트 출신이라고 한다. 그러나 의외로 나이가 어리니 그것때문에 대단하다.

## 여담
- 예전에는 인디 프로레슬링선수인 크리스 리지웨이라는 교제 중이다 헤어졌고 현재 신일본 프로레슬링의 쥬스 로빈슨과 교제 중이다.
- 2021년 6월 23일 양성애자 커밍아웃을 했다.

## Professional wrestling highlights
- Finishing moves
  - Air Raid Crash (Belly-to-back piledriver) 2009-present
  - Break a Leg (Ankle Lock) - 2024-present
  - Headlock cutter - 2021-2022
  - Strong Zero (Jumping piledriver) - 2017-2018
  - Toni Driver (Sitout double underhook powerbomb) - 2018-2021
  - Toni Flying (Diving leg drop) - 2018-present; used as a signature move in WWE
- Signature moves
  - Diving double foot stomp
  - Double knee backbreaker
  - Multiple kick variations
    - Drop
    - Enzuigiri
    - Jumping big boot

  - Multiple suplex variations
    - Fisherman
    - Overhead german
    - Snap

  - Running butt bump on a cornered or seated opponent
  - Running double knee strike to an opponent cornered in the corner
  - Suicide dive
- Entrance themes
  - "Ride It to the Edge" by Saraceno Blues (WWE Mae Young Classic; 2017-2018)
  - "Take Cover" by CFO$ (WWE NXT UK/WWE NXT; 2018-2019)
  - "Break Stuff" by Limp Bizkit (WWE NXT/WWE; 2019-2021)
  - "Lightning Thunder" by Def Rebel (WWE; 2021)
  - "Watch What's Next" by Suzie Mojo (AEW; 2022-2023)
  - "Somewhere in a Dream" by Mikey Rukus (AEW; 2023-present)

## 수상
- AAW 위민스 챔피언 (1회)
- BEW 위민스 챔피언 (1회)
- IPW 오스트레일리안 위민스 챔피언 (1회)
- IPW 오스트레일리안 크루저웨이트 챔피언 (1회)
- IPW 오스트레일리안 하드코어 챔피언 (1회)
- PWAQ 위민스 챔피언 (1회)
- PWAQ 위민스 언더그라운드 챔피언 (1회)
- 랭크드 넘버 13 오버 더 탑 100 피멜 레슬링 인 더 PWI 위민스 100 인 2019
- 프로그레스 위민스 챔피언 (1회)
- 내츄럴 프로그레션 시리즈 포
- 랭크트 엔 7 인 더 탑 10 위민스 레슬러 오브 더 이열 (2018)
- wXw 위민스 챔피언 (2회)
- 펨즈 페이털스 (2017)
- SWA 월드 챔피언 (1회)
- 월드 오브 스타덤 챔피언 (1회)
- 5★스타 컵 (2017)
- 신데렐라 토너먼트 (2017)
- 스타덤 이열 엔 월드 (1회)
  - MVP 월드 (2017)
- 메이 영 클래식 (2018)
- WWE NXT UK 위민스 챔피언 (1회)
- AEW 위민스 월드 챔피언 (4회)